# Gozdni rezervat Ajlun
Gozdni rezervat Ajlun je naravni rezervat, ki leži v governoratu Ajlun na severozahodu Jordanije. Kraljevo društvo za varstvo narave, ustanovljeno leta 1988 je na območju okoli naselja Umm Al-Yanabi, zaščitilo površino 13 kvadratnih kilometrov. V rezervatu poteka gojitveni program v ujetništvu za lokalno izumrle srne in ga je BirdLife International razglasil za pomembno območje za ptice. Obstajajo tudi številne pohodniške poti za turiste.
Oktobra 2018 je naravni rezervat Ajlun dobil mesto med sto najbolj trajnostnimi destinacijami na svetovnem turističnem zemljevidu ' .

## Geografija
Podnebje v rezervatu je neobičajno za Jordanijo, saj gozdna območja predstavljajo le 1 % jordanske površine. Površje rezervata je predvsem hribovito, z dolinami ter nekaj izviri. Rezervat uživa mediteransko podnebje, vendar sta ga v zadnjih 200 letih prizadela širjenje puščave in krčenje gozdov.

## Rastlinstvo in živalstvo
V rezervatu živijo najrazličnejše rastline in živali. V rezervatu je mogoče najti naslednje:
- hrast (Quercus calliprinos)
- Carob (Ceratonia siliqua)
- Pistacija (Pistacia palaestina)
- Jagodičnica (Arbutus andrachne)
- Črna perunika (Iris nigricans), narodna roža Jordanije
- Divja svinja (Sus scrofa)
- Kuna belica (Martes foina)
- Zlati šakal (Canis aureus)
- Navadna lisica (Vulpes vulpes)
- Progasta hiena (Hyaena hyaena)
- Kavkaška veverica (Sciurus anomalus)
- Indijski ježevec (Hystrix indica)
- Volk (Canis lupus)
- Srna (Capreolus capreolus).

## RSCN programi
RSCN - Royal Society for the Conservation of Nature - upravlja javne in turistične programe v rezervatu. Turisti se lahko med marcem in novembrom zadržujejo v šotorih ali kočah. RSCN vodi tudi izobraževanje za lokalno mladino za spoznavanje biotske raznovrstnosti. Študenti se učijo meriti kakovost tal, spremljati obnovo dreves in razvrščati rastline in živali. RSCN je tudi ponovno predstavil lokalno izumrle srne iz osebkovpripeljanih iz Turčije. Danes v rezervatu živi približno 12 jelenov kot del plemenskega programa.